# Fondation Digger
La Fondation Digger est une organisation à but non lucratif, reconnue d’utilité publique en Suisse, établie à Tavannes, dans le Jura bernois. Elle promeut des projets d’assistance technologique dans le domaine du déminage humanitaire. Sous le nom de Digger DTR, elle développe, réalise et commercialise des machines de déminage, pour assister les démineurs afin d’augmenter significativement l’efficacité de leur travail, de le rendre moins dangereux et de rendre accessible un investissement technologique.

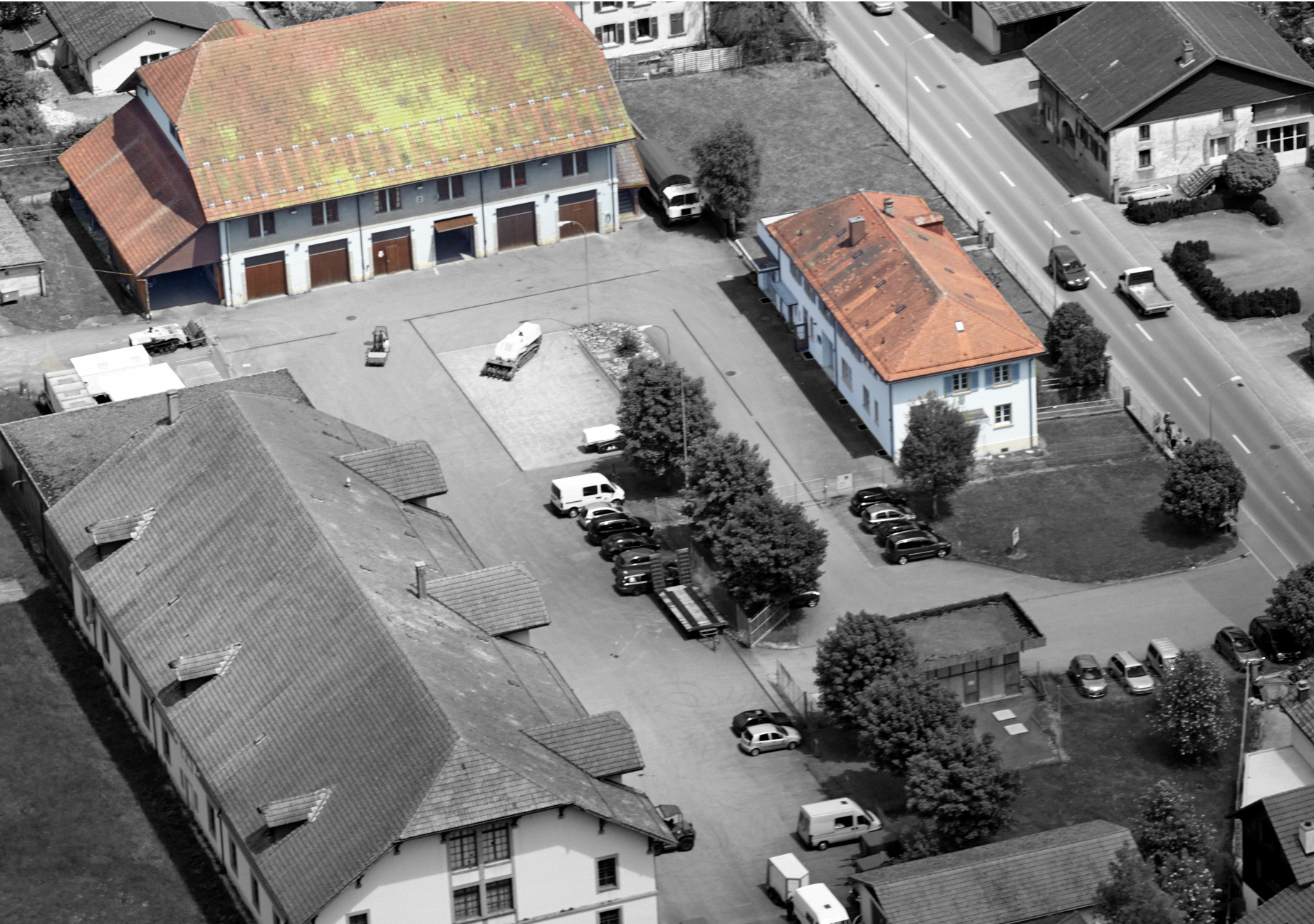
Usine Tavannes

## Histoire
En 1998, Frédéric Guerne, ingénieur en électronique, termine un projet de détection des mines de deux ans à l’EPFL. Par la suite, il croise la route de Michel Diot, cofondateur de la Fondation suisse de déminage, qui l’incite à orienter ses efforts dans la conception et la réalisation d’un outil de défrichage destiné à faciliter et à sécuriser le travail des démineurs. Frédéric Guerne réunit alors une trentaine de bénévoles d’horizons différents autour de ce projet.

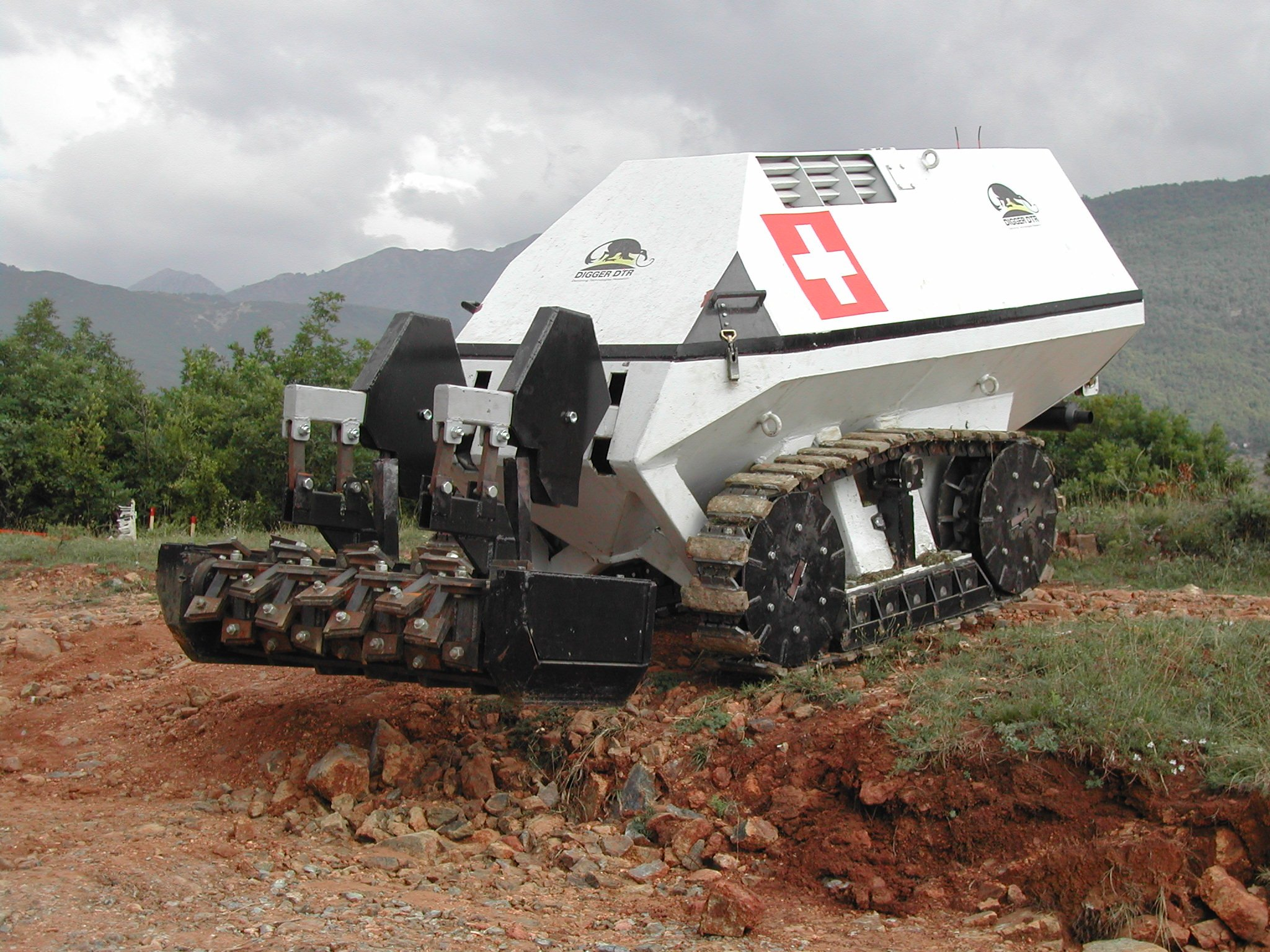
DIGGER D-1

Après un premier prototype (appelé DIGGER D-1), le cahier des charges évolue : Il faut non seulement défricher, mais en plus déminer en retournant le sol. L’augmentation de puissance de la machine, induite par cette nouvelle demande, nécessite trois ans de développement et de revoir profondément la conception initiale.
En 2004, l'organisation est reconnue officiellement d'utilité publique par le Gouvernement suisse.
Durant les six premières années, l’organisation a fonctionné sur une base entièrement bénévole. L’ampleur de cet engagement l’a progressivement conduite à se professionnaliser. Désormais, Digger s'appuie sur une équipe de salariés installée à Tavannes,.

## Une arme contre les mines
La réponse proposée par Digger à la problématique des mines s’est concrétisée sous la forme d’un engin blindé résistant aux explosions tout en étant assez léger pour être transporté dans des régions où les voies de communications sont très éloignées des standards occidentaux.

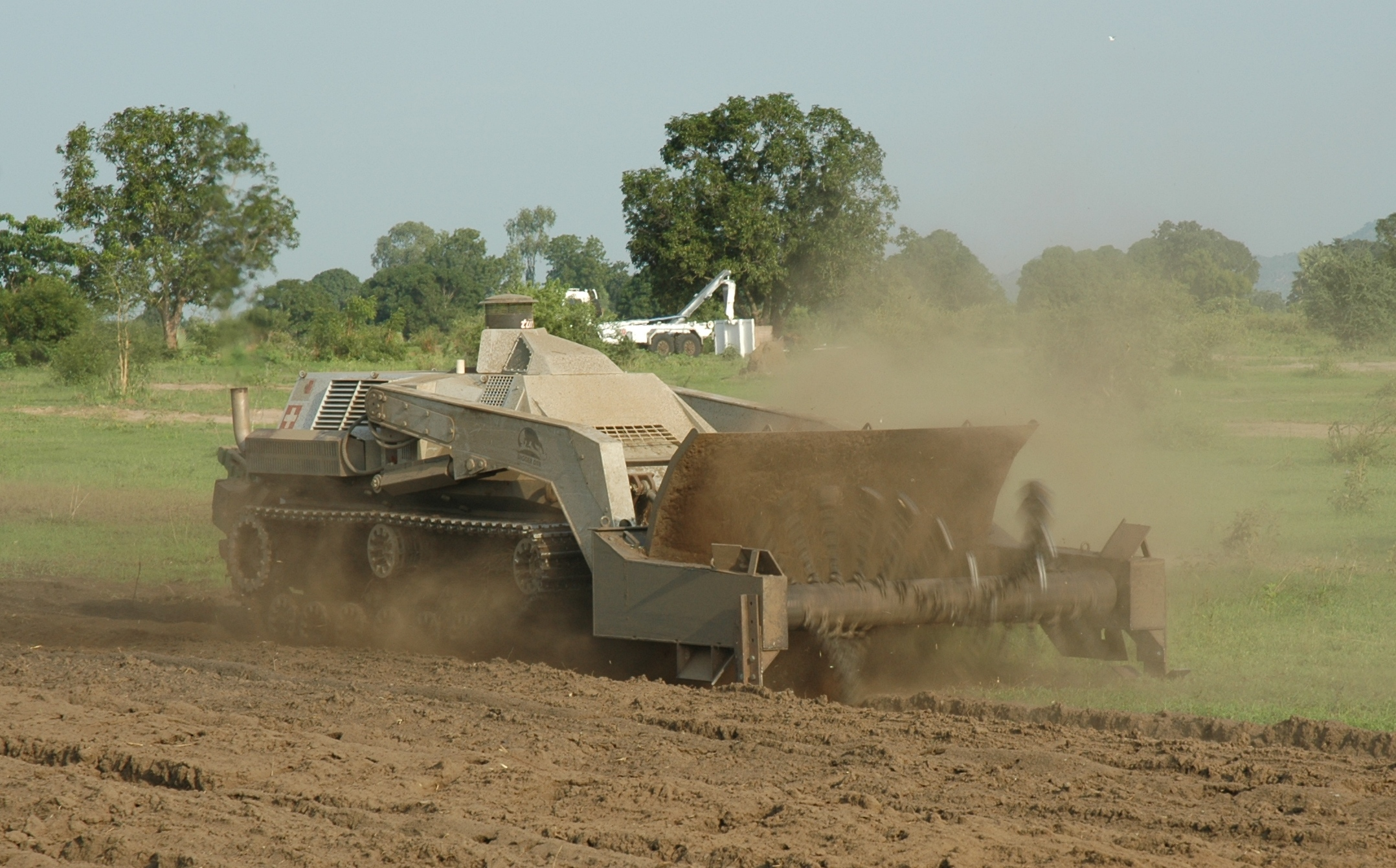
DIGGER D-2

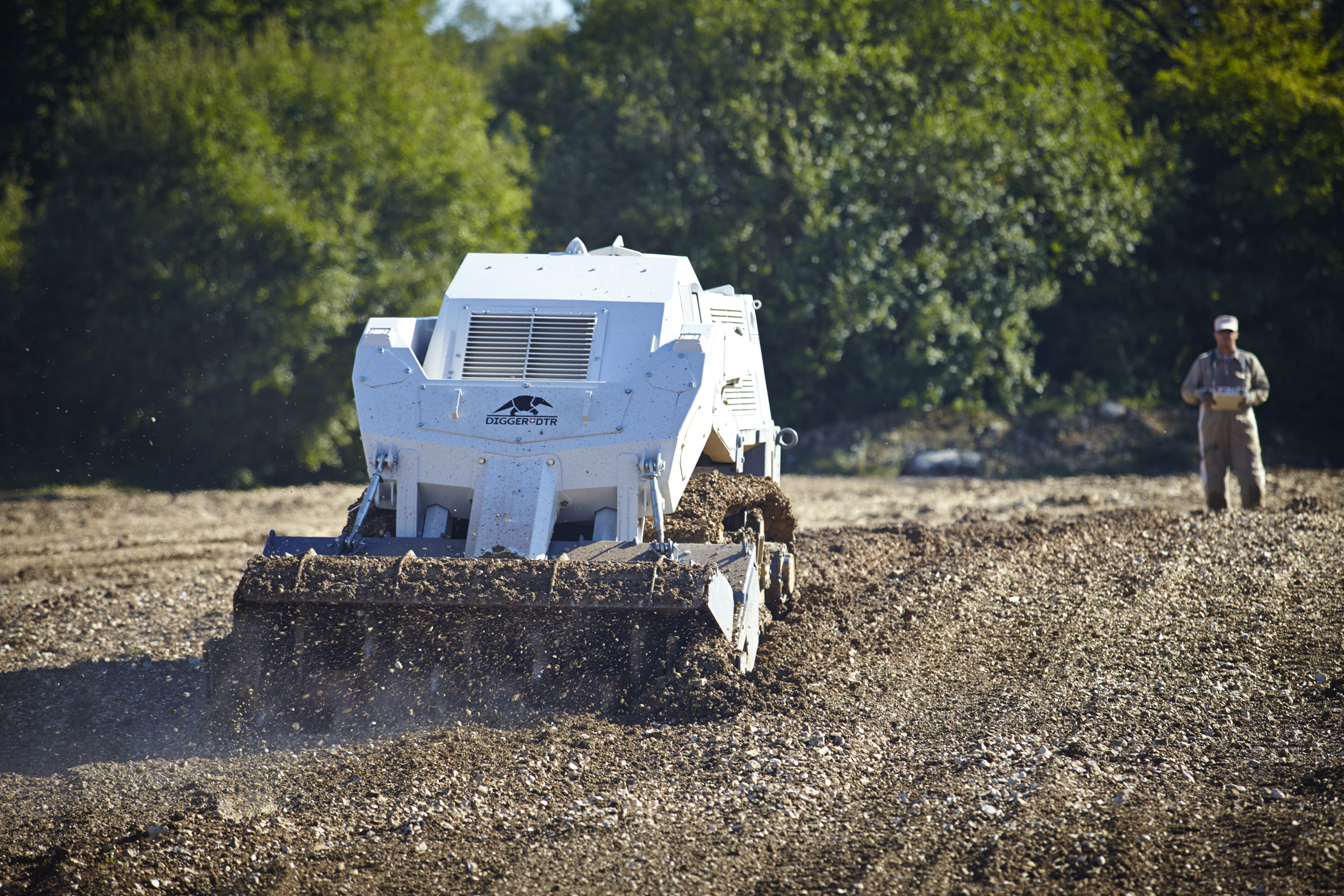
DIGGER D-250_3

Pour garantir une sécurité totale à l’opérateur, qui reste à bonne distance de la zone dangereuse, le véhicule est télécommandé. Il est muni d’un dispositif qui va défricher la végétation la plus dense et broyer le sol jusqu’à une profondeur de 25 cm. Cette opération neutralise les mines tout en préparant le terrain à un contrôle post-machine dans les meilleures conditions. C’est cette dernière étape qui permettra de déclarer la zone définitivement sécurisée selon les normes drastiques du déminage humanitaire en vigueur.
D'après la fondation, une machine avec une équipe de dix personnes (démineurs, mécaniciens, chauffeurs, cuisiniers et corps médical) a une activité équivalant à celle d’une équipe de 200 à 300 démineurs manuels avec leur encadrement. Si l’on sait qu’un démineur manuel est payé en moyenne 250 $ par mois, cela porte le coût annuel du déminage à plus de 750 000 $.
La machine représente un investissement initial mais réduit le risque pour les démineurs et fait baisser le prix du mètre carré déminé. Toujours d'après la fondation, après 18 mois d’utilisation d’une DIGGER D3, Handicap International au Sénégal a vu le prix du mètre carré déminé divisé par 10.

## Nouveaux défis
Tout en continuant d’œuvrer dans des zones de conflits oubliés comme le Cambodge, Frédéric Guerne conçoit des machines capables d'intervenir dans les décombres des zones urbaines en Syrie, Irak, Yémen ou Ukraine et faire face à des bombes de plus grande puissance. Elles ressemblent à des machines de chantier et sont télécommandées. Le pilote est ainsi en sécurité, guidant les opérations à 500m de distance avec des lunettes de réalité virtuelle.

## Expo Digger
Outre son rôle actif sur le terrain, Digger s’est employé dès ses débuts à communiquer au travers de nombreuses conférences sur la problématique des mines. Dans le but de renforcer cette approche didactique et de sensibilisation, le projet d’un musée propre à Digger s’est concrétisé en mai 2011.

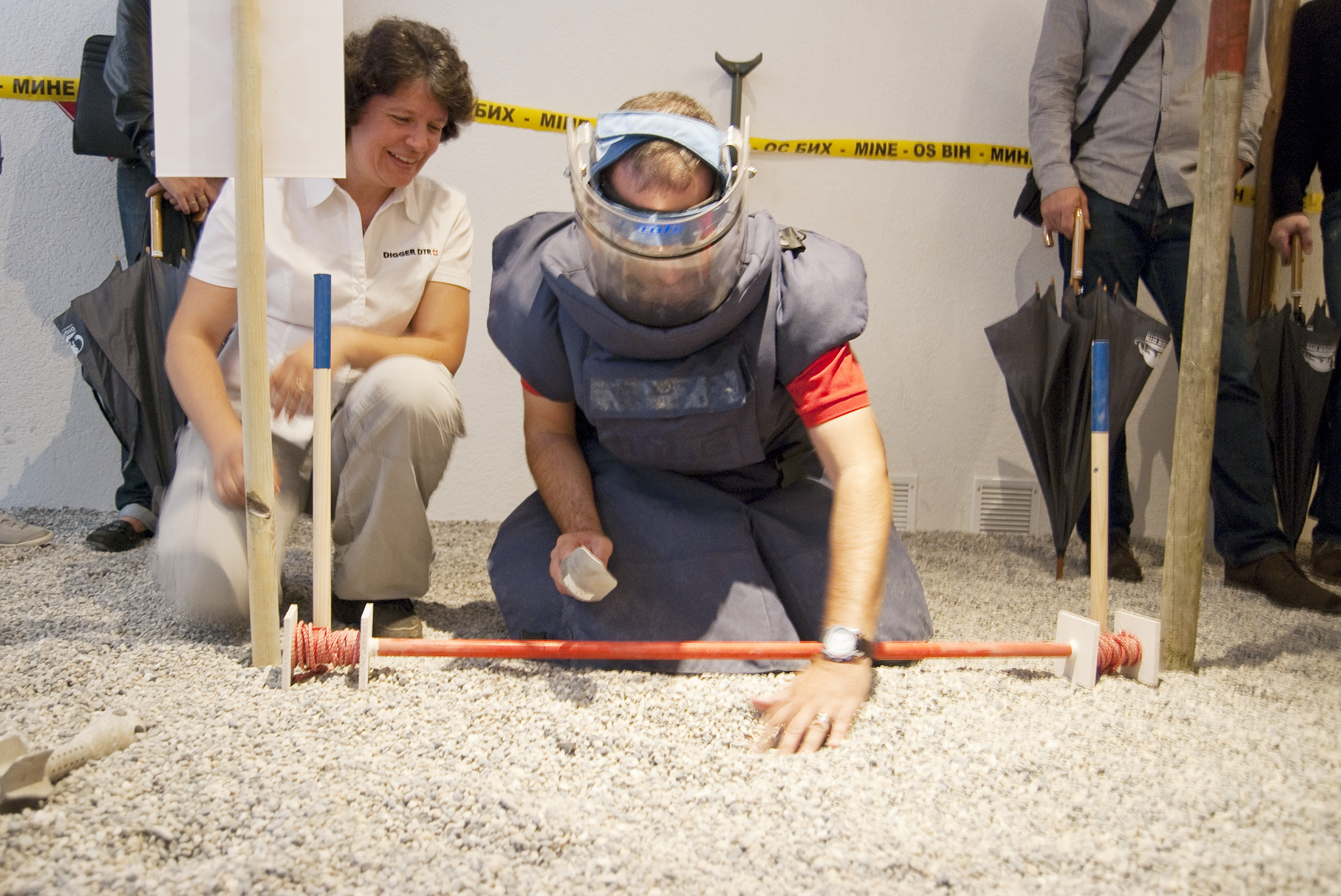
Expo Digger

Expo-Digger, sise sur les lieux mêmes de la production à Tavannes, retrace le quotidien des victimes et montre à quel point les solutions apportées redonnent espoir et dignité à des milliers de gens.